# 게르하르트 바르크호른
게르하르트 "게르트" 바르크호른(독일어: Gerhard "Gerd" Barkhorn: 1919년 3월 20일 – 1983년 1월 8일)은 독일의 공군 군인이다. 루프트바페 동료 에리히 하르트만(352기)에 이어 역사상 적기 격추수 2위(301기)이다.
바르크호른은 1937년 루프트바페에 입대하여 1939년 훈련을 마치고 임관했다. 첫 비행임무는 프랑스 공방전 와중인 1940년 5월에 있었고, 영국 본토 항공전에도 참여했으나 항공전 승리를 거두지는 못했다. 바르크호른의 첫 적기 격추는 1941년 8월이었고, 주로 소련군을 상대하면서 실적을 올렸다. 1944년 3월 바르크호른은 250번째 적기 격추를 치하하여 독일 국방군 군사훈장 중 3번째로 서열이 높은 곡엽검 기사십자 철십자장을 수훈했다. 이후 1945년 1월 5일 300번째 적기를 격추했다.
바르크호른은 총 1,104회 비행하여 동부전선에서 소련 공군을 상대로 총 301기의 공인 격추수를 기록했다. 탑승 기체는 메서슈미트 Bf 109, 포케불프 Fw 190D-9였다. 바르크호른은 제52전투비행단에 하르트만, 귄터 랄과 함께 소속되어 있었고, 그 뒤 제2전투비행단으로 옮겼다. 이후 동부전선을 떠나 제3전투비행단에서 서방 연합군의 독일 공격을 방어했다.
바르크호른은 전쟁에서 살아남았고 1945년 5월 서방 연합군에게 포로로 잡혔다가 이듬해 석방되었다. 바르크호른은 독일 연방방위군 공군에 입대하여 1976년까지 복무했다. 1983년 1월 6일 아내 크리슈틀 바르크호른과 함께 교통사고를 당했다. 아내는 즉사했고 바르크호른은 이틀 뒤인 1월 8일 죽었다. 향년 63세.
| 전임 대위 헬무트 퀴흘레 | 제6대 제52전투비행단 제2비행집단 비행집단장 1943년 9월 1일 – 1945년 1월 15일 | 후임 대위 헬무트 리페르트 |

| 전임 소령 요한 코글러 | 제2대 제6전투비행단 호르스트 베셀 비행단장 1945년 1월 16일 – 1945년 4월 9일 | 후임 소령 게르하르트 슈외펠 |

| 전임 (신설) | 제2대 제31전술공군비행단 보엘케 비행단장 1957년 9월 – 1962년 12월 | 후임 소령 게르하르트 슈외펠 |